# Feuersozietät
Die Feuersozietät ist die zweitälteste Versicherungsgesellschaft in Deutschland. Sie wurde 1718 in Berlin durch Preußenkönig Friedrich Wilhelm I. gegründet. Sie ist, zusammen mit der 1947 gegründeten Öffentliche Lebensversicherung Berlin Brandenburg, eine hundertprozentige Tochtergesellschaft des Konzerns Versicherungskammer Bayern, zählt zu den Öffentlichen Versicherern und ist Teil der Sparkassen-Finanzgruppe.

## Geschäftstätigkeit
Die Feuersozietät konzentriert sich in ihrem Geschäftsgebiet Berlin und Brandenburg auf Versicherungslösungen für Privatkunden, Gewerbetreibende und Kommunen. Dabei nutzt sie vor allem zwei Vertriebswege, ein in ihrem Geschäftsgebiet flächendeckendes Netz von rund 130 selbstständigen Versicherungsagenturen und die Sparkassen in Berlin und Brandenburg mit ihren insgesamt über 500 Geschäftsstellen. Mit den Sparkassen bestehen Kooperationsvereinbarungen.
Angeboten werden Wohngebäude-, Hausrat-, Haftpflicht-, Kfz-Versicherungen sowie Unfall-, Gewerbe-, Landwirtschafts- und Lebensversicherungen. Darüber hinaus erhalten Kunden Produkte weiterer Gesellschaften des Konzerns VKB wie die der Union Krankenversicherung (UKV) und der Union Reiseversicherung (URV). Produkte der ÖRAG Rechtsschutzversicherung und der Roland Rechtsschutzversicherung gehören ebenfalls zum Versicherungsangebot.
Die Feuersozietät bildet jährlich „Kaufleute für Versicherungen und Finanzen in der Fachrichtung Versicherungen“ aus und begleitet ein duales Studium der Betriebswirtschaftslehre (BWL) in der Fachrichtung Versicherung.
Feuersozietät und Öffentliche Leben sind als Kerngesellschaften im Konzern VKB von der Ratingagentur Standard & Poor’s mit „A“ (sehr gut) bei stabilem Ausblick bewertet worden.
Die zuständige Aufsichtsbehörde ist die Bundesanstalt für Finanzdienstleistungsaufsicht (BaFin).

## Geschichte

### 18. und 19. Jahrhundert

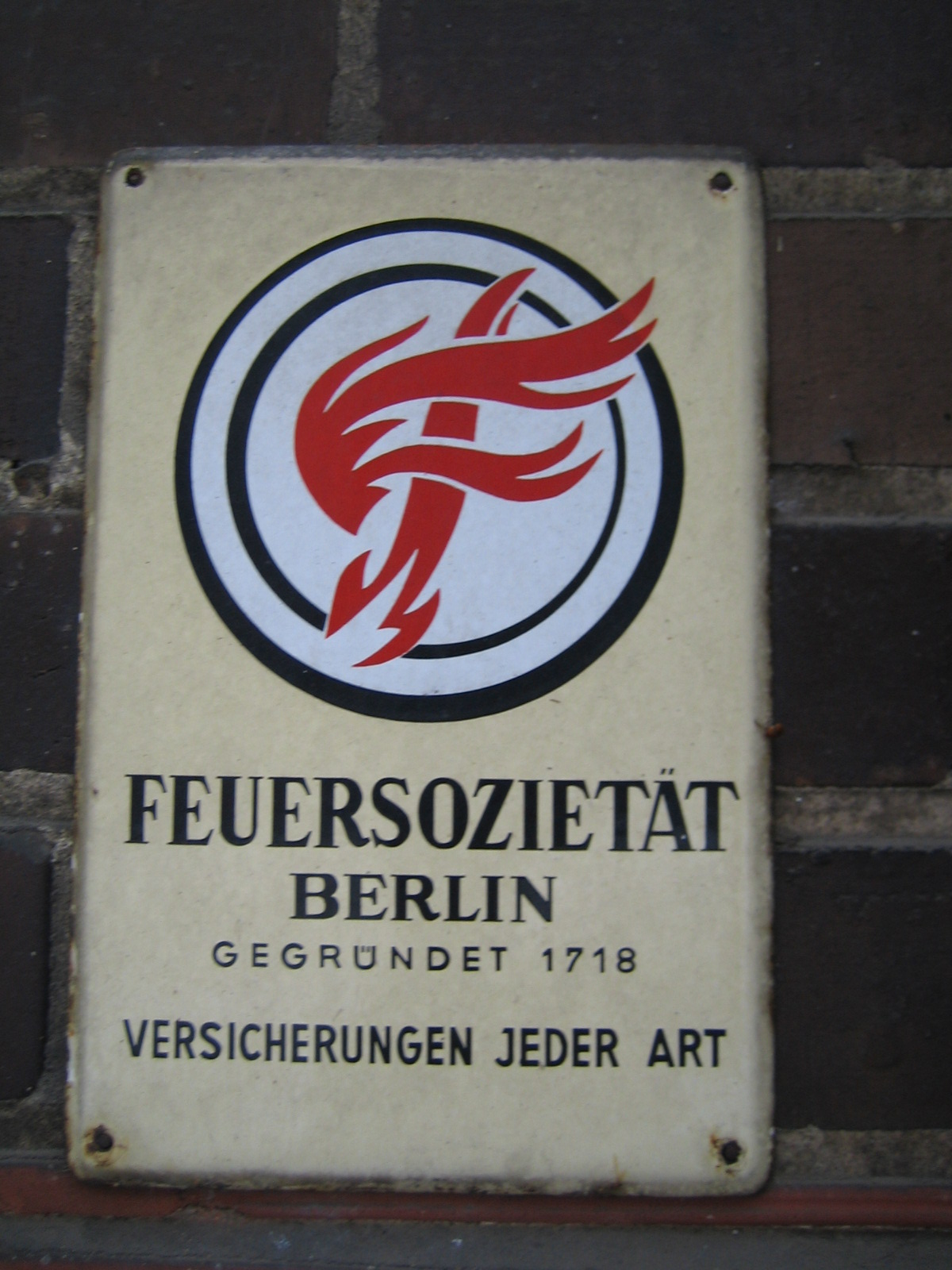
Schild der Feuersozietät, ist an vielen Häuserwänden in Berlin zu finden

Mit dem Ziel der „beständige[n] Erhaltung der Gebäude“ gründete der als Soldatenkönig bekannte Friedrich Wilhelm I. im Jahre 1718 in Berlin die Feuersozietät als Monopolversicherung mit Versicherungszwang. Im darauf folgenden Jahr wurde die Feuersozietät auch für Brandenburg gegründet. Nach Beendigung des Siebenjährigen Kriegs wurde die übergreifende Land-Feuersozietät im Jahre 1765 ins Leben gerufen.
Als erste größere Versicherungsfälle gelten eine Explosion des Pulverturms am Spandauer Tor (12. August 1720) und ein Blitzeinschlag in die Petrikirche (29. Mai 1730), wobei hier das Kirchenschiff, wertvolle Kirchenschätze und 44 anliegende Wohngebäude zerstört wurden.
Im Lauf der Zeit erhielt die Feuersozietät unterschiedliche Satzungen und Namensgebungen für ihre sich erweiternden Einsatzgebiete. Neumärkische, Kurmärkische, Land-Feuersozietät aber auch Sozietät für das platte Land der Provinz Brandenburg sind Namen, die allesamt in der Bevölkerung keine wirkliche Bedeutung erlangten, da sich im täglichen Sprachgebrauch der einfache Name Feuersozietät etablierte.

### Bis zum Zweiten Weltkrieg
Im Jahr 1923, zur Zeit der Hyperinflation, waren bei der Feuersozietät eine Summe von 10.416.420.030.989.447,97 Mark ungedeckt. Diese Summe von über 10 Billiarden (Papier-)Mark reduzierte sich bei der Währungsreform auf 10.416,42 Rentenmark.
Im Jahre 1924 wurden die platte Land und die Städtesozietät zur Feuersozietät der Provinz Brandenburg zusammengeschlossen, welche 1936 in das neu erbaute Gebäude Am Karlsbad 4–5 in Berlin-Tiergarten einzog. Die Feuersozietät Berlin firmierte ab dem 27. April 1938 im Neuen Stadthaus in der Parochialstraße 1–3, bis das Gebäude von der Sowjetischen Militäradministration in Deutschland 1945 konfisziert wurde. Rund 40.000 Akten mussten in das Haus der Feuersozietät der Provinz Brandenburg am Karlsbad transferiert werden.

### Während der Teilung Deutschlands
Durch die Teilung Berlins und Deutschlands verlor die Feuersozietät Berlin etwa 45 % ihrer Verträge, konnte aber bald wieder über 150.000 neu abgeschlossene Versicherungsverträge ausweisen. 1947 wurde die Lebensversicherungsanstalt Berlin, heute Öffentliche Lebensversicherung Berlin Brandenburg AG gegründet.
Die Emaille-Schilder der Versicherung, welche den Berliner Bären und den Märkischen Adler darstellen, zeugen noch heute von der ursprünglich versichernden Gesellschaft. Seit Mitte der 1950er Jahre ist das rote „Flammen-F“ Marken-Logo der Feuersozietät.
Wie schon nach dem preußischen Sozietätengesetz war die Feuersozietät nach dem Zweiten Weltkrieg in den in West-Berlin befindlichen Bezirken des alten Berlins vor 1920 (Tiergarten, Wedding und Kreuzberg) auf Grund des „Gesetzes über die Feuersozietät Berlin“ Pflicht- und Monopolversicherer für die Gebäudefeuerversicherung. Jeder Gebäudeeigentümer war verpflichtet, das Haus gegen das Feuerrisiko (Pflichtversicherung) – und dies ausschließlich bei der Feuersozietät (Monopolversicherung) – zu versichern. Für die übrigen Bezirke West-Berlins, die bis 1920 zur Provinz Brandenburg gehörten (zum Beispiel Spandau, Charlottenburg usw.) galt dies nicht. Korrespondierend zu diesen die Sozietät begünstigenden „Pfründen“ bestand nach der ebenfalls gesetzlich geregelten Annahmepflicht die grundsätzliche Verpflichtung der Feuersozietät, jedes in ihrem Geschäftsgebiet gelegene Gebäude zu versichern, wenn dies vom Grundstückseigentümer beantragt wurde. Diese Verpflichtung galt auch für die vorgenannten übrigen West-Berliner Bezirke.
Da es sich bei der Gebäudefeuerversicherung um eine „Wiederaufbauversicherung“ – unabhängig vom Erhaltungszustand und Zeitwert des Gebäudes – handelte, führte dies insbesondere in den 1970er und 1980er Jahren im alten West-Berlin auf Grund zahlreicher Brandstiftungen zu extremen Entschädigungszahlungen, für die die Feuersozietät aufkommen musste. Mitunter bestand sogar der Verdacht, dass Gebäudeeigentümer durch Brandstiftung ihre Immobilie neu aufbauen lassen wollten.

### Entwicklung seit 1990

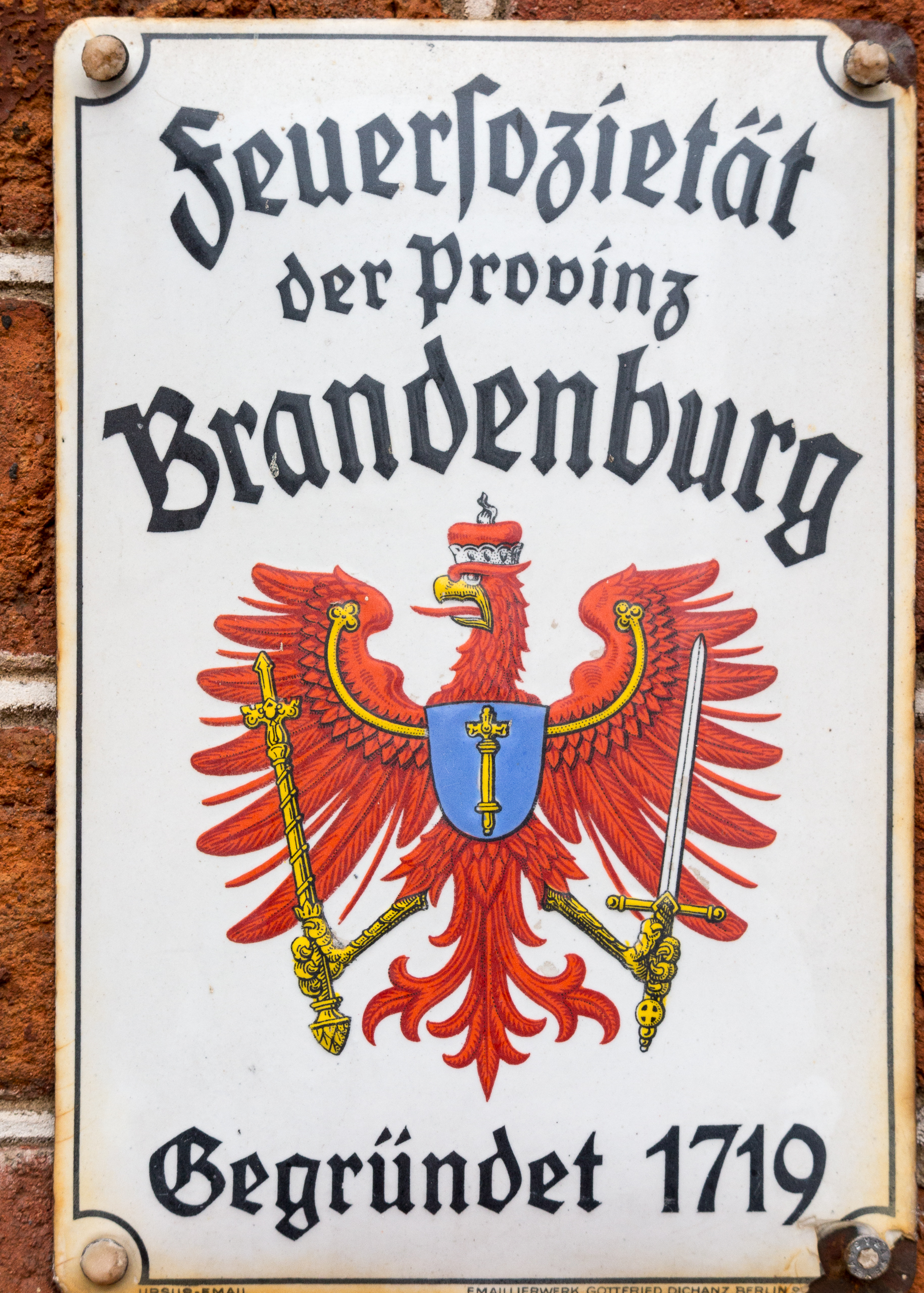
Schild der "Feuersozietät der Provinz Brandenburg" an einem Haus in Potsdam

Mit der Wiedervereinigung 1990 bestand für die Feuersozietät eine Annahmepflicht für alle Gebäude in den drei weiteren Bezirken des alten Berlins (Mitte, Friedrichshain und Prenzlauer Berg). Auch hier setzte sich der Trend von Brandstiftungen fort. Erst nach der durch eine EU-Richtlinie erforderlichen Änderung des Gesetzes über die Feuersozietät entfielen die Pflicht- und Monopolversicherung und die Annahmepflicht, wodurch die defizitäre Entwicklung gestoppt werden konnte.
Im wieder vereinten Deutschland weitete die Feuersozietät ihre Geschäftstätigkeit nach Ost-Berlin und über die Stadtgrenzen hinaus in das Stammland Brandenburg aus – durch die Einrichtung von Geschäftsstellen und Versicherungsagenturen sowie die Zusammenarbeit mit den Sparkassen im Geschäftsgebiet. 1995 bezog die Feuersozietät – Öffentliche Leben einen zweiten Standort in Potsdam, wo sie heute durch eine Gebietsdirektion vertreten ist. Zwei weitere Gebietsdirektionen befinden sich in Frankfurt an der Oder und Berlin. Durch die Zusammenarbeit mit den Sparkassen im Land Brandenburg konnte eine flächendeckende Erreichbarkeit bewirkt werden.
2004 wurden die Feuersozietät und die unter dem gleichen Markendach agierende Öffentliche Leben von den Ländern Berlin und Brandenburg privatisiert und von einem Konsortium aus Versicherungskammer Bayern, SV SparkassenVersicherung und Sparkassen-Versicherung Sachsen übernommen. Seit 2012 ist die Versicherungskammer Bayern alleiniger Anteilseigner beider Gesellschaften. Damit gehört die Feuersozietät weiterhin zum Kreis der Öffentlichen Versicherer.